# Waldschwind
Waldschwind ist ein Gemeindeteil der Gemeinde Rauhenebrach im unterfränkischen Landkreis Haßberge in Bayern.

## Geografische Lage
Die Einöde liegt im äußersten Westen des Rauhenebracher Gemeindegebiets. Im Norden beginnt mit dem Wustvieler Forst das Gebiet des Landkreises Schweinfurt. Weiter östlich, entlang der Rauhen Ebrach, liegt in zwei Kilometern Entfernung Geusfeld, noch weiter im Osten ist Wustviel zu finden. Im Süden beginnt das gemeindefreie Gebiet Bürgerwald im Landkreis Schweinfurt. Auch westlich ist der Landkreis Schweinfurt zu finden, der Michelauer Gemeindeteil Sudrach liegt Waldschwind am nächsten.

## Geschichte
Der Ort wurde im Jahr 1150 als „Gualesvinden“ erstmals urkundlich erwähnt. In den folgenden Jahren tauchen die Bezeichnungen „Waleswinden“ und „Wolesuinden“ auf. Dies bedeutet so viel wie „zu den Wenden des Walah“. Die Wenden waren ein slawischer Stamm, die Einwohner waren einem Adeligen namens Walah lehenspflichtig. Im Jahr 1150 verkauften allerdings die Brüder Rudolf und Hartmut von Scherenberg die Siedlung.
Neuer Dorfherr wurde das Zisterzienserkloster Ebrach. Es richtete hier einen Ackerhof ein. Während des 18. Jahrhunderts besuchten mehrmals die Fürstbischöfe aus dem Haus Schönborn das Hofgut und veranstalteten hier zusammen mit den Ebracher Äbten Jagden. Nach der Säkularisation 1803 wurde der Hof Ortsteil von Geusfeld und kam in private Hände.

## Baudenkmäler
Den Mittelpunkt des ehemaligen Hofgutes bildet noch heute der sogenannte Ebracher Klosterhof. Es handelt sich um einen langgezogenen Massivbau des 17. Jahrhunderts. Im Jahr 1748 wurde der Hof von Abt Hieronymus II. Held umgebaut. Um 1800 entstand außerdem ein Gartenhaus mit einem Mansarddach. Außerdem hat sich die Hofummauerung teilweise erhalten. Die Teile der Gartenmauern wurden mit klassizistischen Pfeilerportalen verziert. 